# Манукян, Ромик Шаваршевич
Роми́к Шава́ршевич Манукя́н (арм. Ռոմիկ Մանուկյան; 20 марта 1961, Ширак) — армянский политический и государственный деятель.

## Биография
- 1976 — окончил сельскую среднюю школу.
- 1976—1980 — Артикский техникум индустриальных технологий. Техник автотранспорта.
- 1980—1982 — служил в советской армии.
- 1982—1989 — проживал в Омске, занимал должности в различных предприятиях.
- 1985—1989 — Омский автодорожный институт.
- 1989—1990 — работал в Омском строительном предприятии, участвовал в ремонтных работах зон бедствий.
- 1990—1992 — продолжил обучение в Ереванском политехническом институте.
- 1990 — создал отряд «Ишхан Мкртчян», который участвовал в боевых действиях в Чайкенде, Воскепаре, Шуше, Степанакерте, Лачине. Награждён медалью «За отвагу».
- 1990 — вступил в партию «АРФД».
- 1990—1996 — ответственный за Ширакскую область «АРФД».
- 1996—1998 — член Верховного органа «АРФД» Армении.
- 2000—2003 — заместитель губернатора Ширакской области.
- 2003—2007 — был марзпетом (губернатором) Ширакской области.